# Nancyrossite
La nancyrossite (simbolo IMA: Ncy) è un raro minerale del supergruppo della perovskite, all'interno del quale viene collocato nel gruppo delle perovskiti non stechiometriche e da lì al sottogruppo della stottite; appartiene alla famiglia minerale degli "ossidi e idrossidi" e possiede composizione chimica FeGeO6H5.
La nancyrossite è l'analogo del germanio della jeanbandyite.

## Classificazione
Essendo stata approvata dall'Associazione Mineralogica Internazionale (IMA) nel 2024 come specie minerale a sé, la nancyrossite non è elencata nella classica nona edizione della sistematica dei minerali di Strunz, che è stata aggiornata dall'IMA fino al 2009.
Compare nell'edizione successiva, proseguita dal database "mindat.org" e chiamata Classificazione Strunz-mindat, dove la nancyrossite è elencata nella classe "4. Ossidi (idrossidi, V[5,6] vanadati, arseniti, antimoniti, bismutiti, solfiti, seleniti, telluriti, iodati)" e da lì nella sottoclasse "4.F Idrossidi (senza V od U)"; questa viene ulteriormente suddivisa in base alla struttura del minerale, in modo da trovare la nancyrossite nella sezione "4.FC Idrossidi con OH, senza H2O; ottaedri che condividono un vertice" dove insieme a jeanbandyite, tetrawickmanite, zincostottite, stottite e mopungite forma il sistema nº 4.FC.15.

## Abito cristallino
La nancyrossite cristallizza nel sistema tetragonale nel gruppo spaziale P42/n (gruppo nº 86) con costanti reticolari a = 7,3738(1) Å e c = 7,2970(2) Å

## Origine e giacitura
La nancyrossite è un minerale rarissimo ed è stato trovato solo nella sua località tipo, la miniera di "Tsumeb" (19.22704°S 17.72764°E) presso Tsumeb (regione di Oshikoto, Namibia).
Il suo campione tipo è conservato presso il Museo di storia naturale di Londra con i numeri di catalogo BM2024,1, BM2024,2 e BM2024,3.